# Louis Mors
Pour les articles homonymes, voir Mors.
Louis Jean-Baptiste Mors, né le 11 décembre 1855 à Bruxelles et mort le 19 octobre 1917 à Paris, est un industriel français, un des pionniers de l'automobile, fondateur de la marque Mors. 

## Biographie
Mors est diplômé de l'École centrale Paris (promotion 1879). Il fonde un journal spécialisé dans l'électricité et travaille dans une fabrique de fils et d'équipements électriques avant d'acheter en 1874 sa propre entreprise de composants électriques,. En 1892, il achète l'une des premières Panhard-Levassor pour l'inscrire dans une course automobile. Il se lance peu de temps après dans la construction automobile et fonde avec son frère Émile, en 1898, la Société d'électricité et des automobiles Mors. Il engage alors Henri Brasier, inventeur en 1887 de voiture à trois roues, pour concevoir les véhicules de sa marque. 
Les voitures de courses Mors, conçues par Brasier, deviennent célèbres. Mors se lance aussi dans les modèles de tourisme et fabrique en parallèle des armes. 
La marque Mors gagne quatre fois le record de vitesse du 5 août 1902 au 7 mars 1903 (133,333 km/h le 7 mars) puis deux fois, avec Dauphin, en juillet et octobre 1903 avec un record passé à 136,363 km/h. 
La société engage de futures célébrités de l'automobile tel André Citroën.
Elle ferme ses portes en 1956.

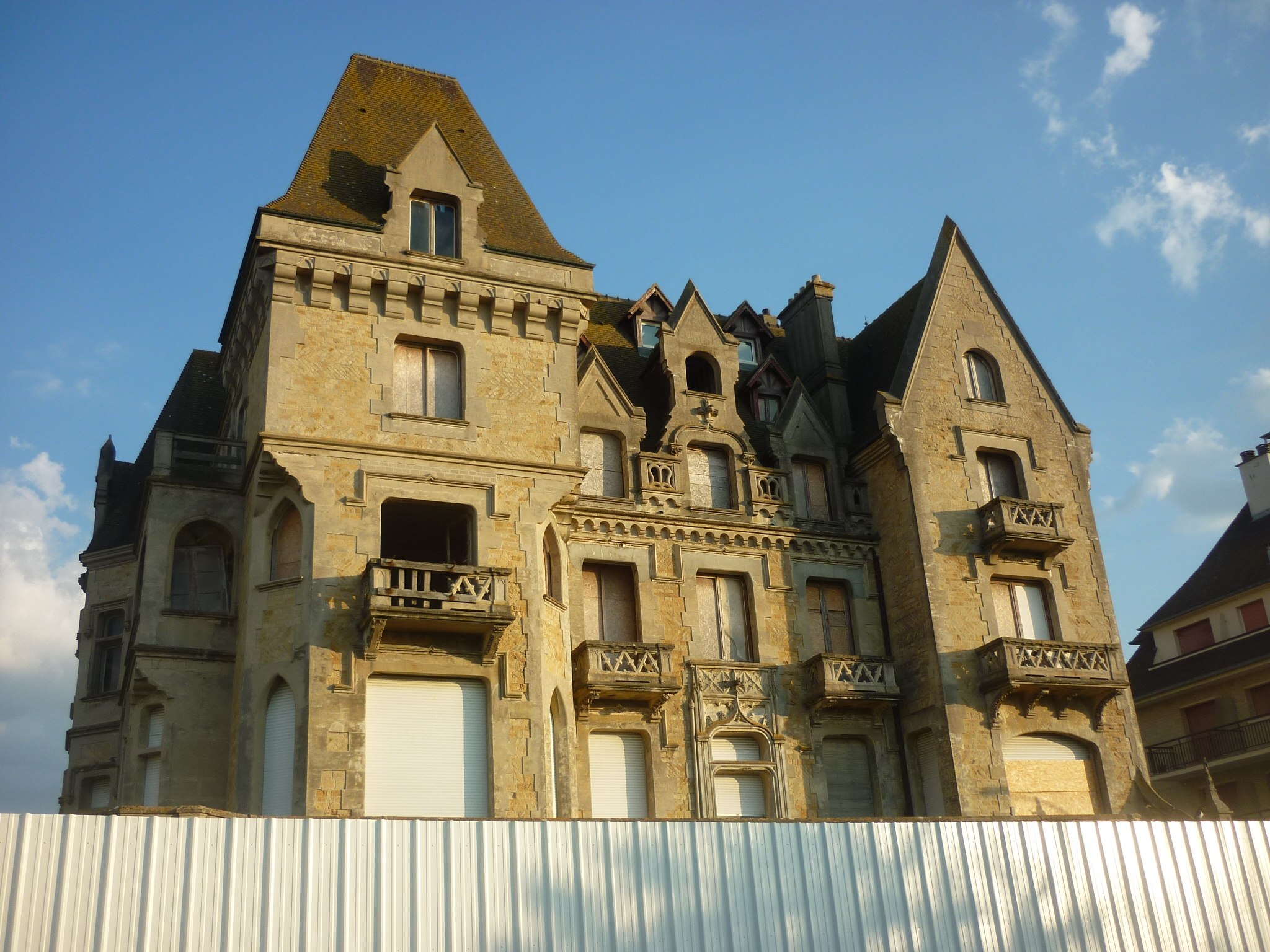
Villa Mors à Tourgéville.

Dans le 16e arrondissement de Paris, Louis Mors fait bâtir un hôtel particulier dont ne subsiste de nos jours plus que le théâtre, anciennement salon de musique de la propriété, Le Ranelagh. Par ailleurs, avec Émile Mors, il fait construire en 1905 une villa de style néo-gothique à Tourgéville (Calvados). Il possède aussi un yacht à vapeur de 10 tonnes, nommé Le Mythra.